# Führerbunker

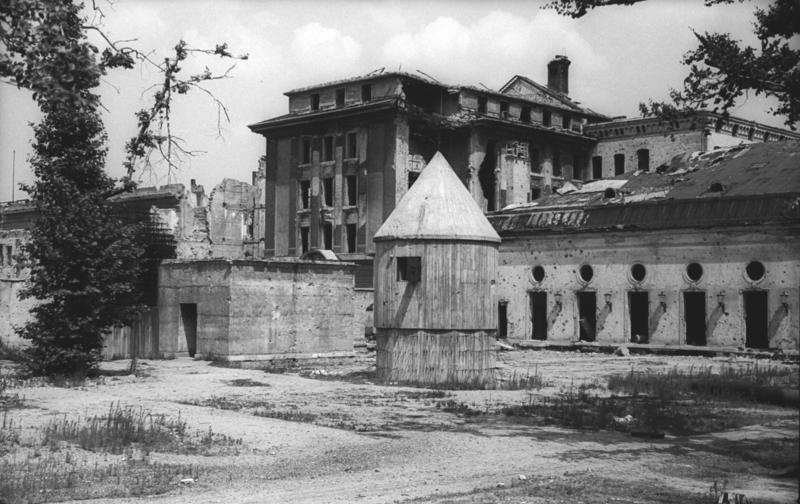
Foto de julho de 1947 da entrada dos fundos do Führerbunker no jardim da Chancelaria do Reich. Os corpos de Hitler e Eva Braun foram queimados em um buraco de granada em frente à saída de emergência à esquerda; a estrutura em forma de cone no centro servia para ventilação e como abrigo contra bombas para os guardas.

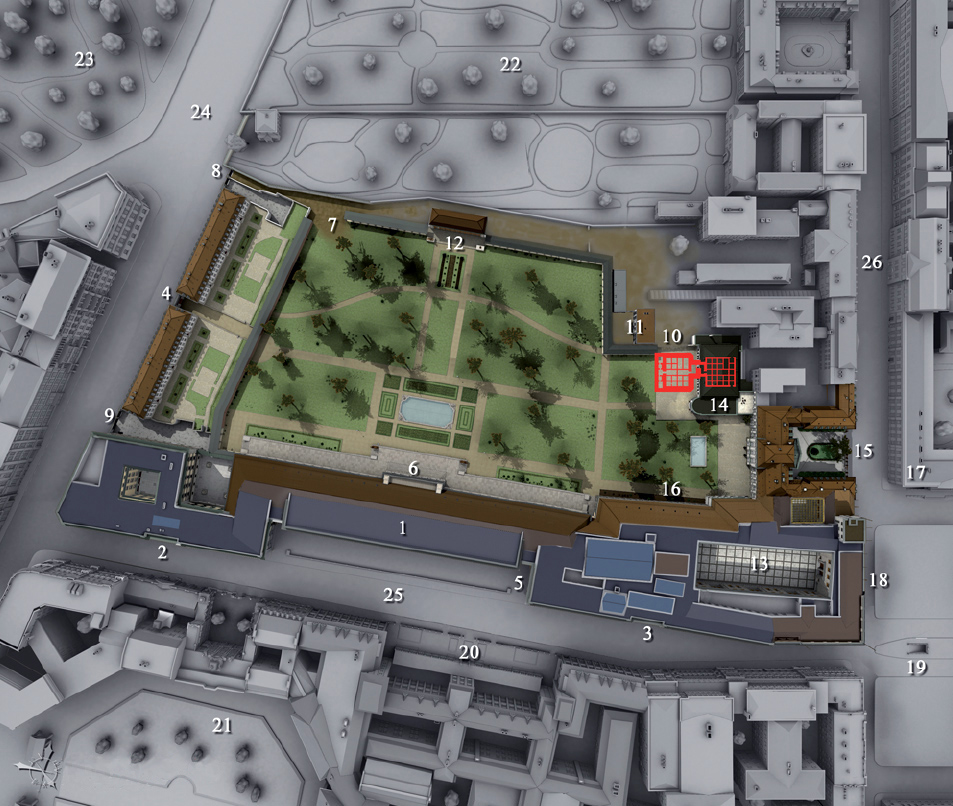
Modelo 3D do búnquer

Führerbunker é o complexo subterrâneo de salas em Berlim onde Adolf Hitler passou as últimas semanas do regime nazista e cometeu suicídio.

A planta do Führerbunker

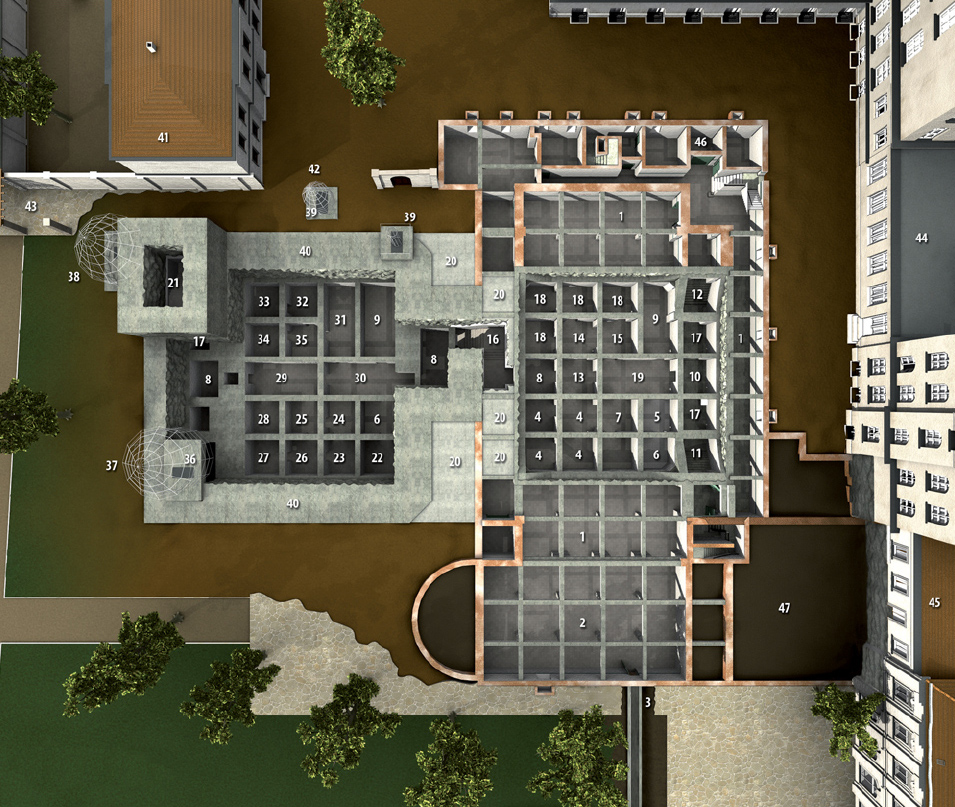
Um modelo 3D mostrando visão superior do bunker, detalhando as divisões entre as salas

O búnquer localizava-se a nordeste da Chancelaria do Reich, a cinco metros de profundidade e protegido por mais quatro metros de concreto armado. Cerca de trinta salas espalhavam-se por dois pisos e havia saídas na construção principal e uma saída de emergência para os jardins. Fora equipado com sistema de ventilação protegido contra gases venenosos, geradores a diesel e portas de aço.
Todos os visitantes deveriam depor suas armas antes adentrar no abrigo e somente o telefonista Rochus Misch e o próprio Hitler dispunham de armas.
No pós-guerra a Chancelaria foi demolida pelos soviéticos e hoje o búnquer encontra-se recoberto por um restaurante e um supermercado, enquanto a saída para os jardins jaz sob um estacionamento. O búnquer também pode ser visto no filme "A Queda! As Últimas Horas de Hitler".

## Construção

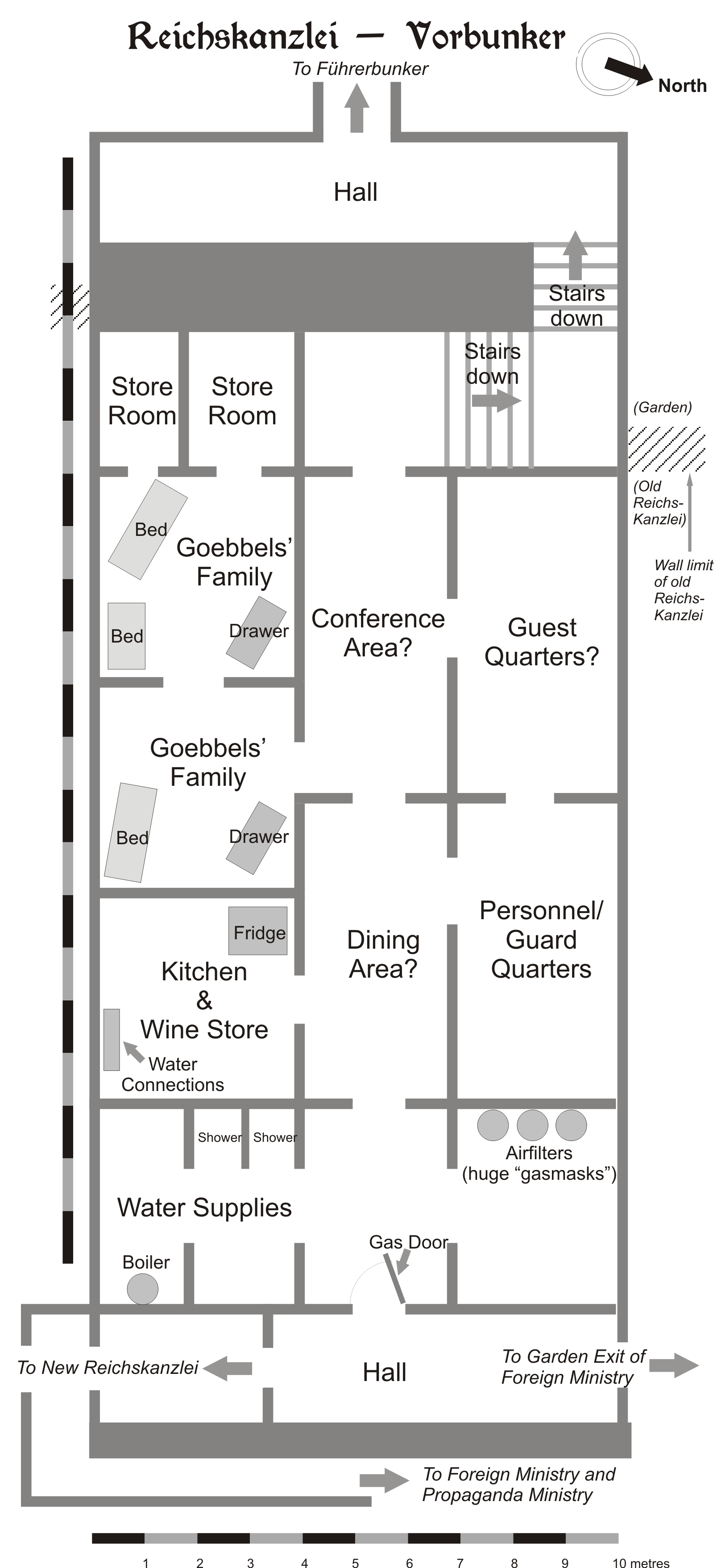
Mapa do Bunker da Chancelaria do Reich

O bunker da Chancelaria do Reich foi inicialmente construído como um abrigo antiaéreo temporário para Hitler, que na verdade passou muito pouco tempo na capital durante a maior parte da guerra. O aumento dos bombardeios de Berlim levou à expansão do complexo como um abrigo permanente improvisado. O complexo elaborado consistia em dois abrigos separados, o Vorbunker ("bunker avançado"; o bunker superior), concluído em 1936, e o Führerbunker, localizado 2,5 metros (8,2 pés) abaixo do Vorbunker e a oeste-sudoeste, concluído em 1944. Eles eram conectados por uma escada em ângulos retos e podiam ser separados um do outro por uma antepara e porta de aço. O Vorbunker estava localizado a 1,5 metros (4,9 pés) abaixo do porão de um grande salão de recepção atrás da antiga Chancelaria do Reich na Wilhelmstrasse 77. O Führerbunker estava localizado a cerca de 8,5 metros (28 pés) abaixo do jardim da antiga Chancelaria do Reich, 120 metros (390 pés) ao norte do novo edifício da Chancelaria do Reich em Voßstraße 6. Além de ser mais profundo sob o solo, o Führerbunker tinha significativamente mais reforço. Seu telhado era feito de concreto com quase 3 metros (9,8 pés) de espessura. Cerca de 30 pequenas salas foram protegidas por aproximadamente 4 metros (13 pés) de concreto; as saídas levavam aos edifícios principais, bem como uma saída de emergência para o jardim. O desenvolvimento do Führerbunker foi construído pela empresa Hochtief como parte de um extenso programa de construção subterrânea em Berlim iniciado em 1940.
As acomodações de Hitler ficavam nessa seção mais nova e inferior, e em fevereiro de 1945 ela havia sido decorada com móveis de alta qualidade retirados da Chancelaria, junto com várias pinturas a óleo emolduradas. Depois de descer as escadas para a seção inferior e passar pela porta de aço, havia um longo corredor com uma série de quartos de cada lado. No lado direito havia uma série de salas que incluíam salas de gerador / ventilação e a central telefônica. No lado esquerdo ficava o quarto / sala de estar de Eva Braun (também conhecido como quarto de hóspedes privado de Hitler), uma antecâmara (também conhecida como sala de estar de Hitler), que levava ao escritório / escritório de Hitler. Na parede havia um grande retrato de Frederico, o Grande, um dos heróis de Hitler. Uma porta conduzia ao quarto modestamente mobiliado de Hitler. Ao lado dela ficava a sala de conferência / mapa (também conhecida como sala de briefing / situação), que tinha uma porta que dava para a sala de espera / antessala.
O complexo do bunker era independente. No entanto, como o Führerbunker estava abaixo do lençol freático, as condições eram desagradavelmente úmidas, com bombas funcionando continuamente para remover a água subterrânea. Um gerador a diesel fornecia eletricidade e a água do poço era bombeada para o abastecimento de água. Os sistemas de comunicação incluíam um telex, uma mesa telefônica e um rádio do exército com uma antena externa. À medida que as condições se deterioravam no final da guerra, Hitler recebia muitas de suas notícias de guerra pelas transmissões de rádio da BBC e por correio.

## Eventos em 1945
Hitler mudou-se para o Führerbunker em 16 de janeiro de 1945, acompanhado por sua equipe sênior, incluindo Martin Bormann. Eva Braun e Joseph Goebbels juntaram-se a eles em abril, enquanto Magda Goebbels e seus seis filhos passaram a residir no alto Vorbunker. Duas ou três dúzias de pessoal de apoio, médico e administrativo também foram abrigados lá. Entre eles estavam as secretárias de Hitler (incluindo Traudl Junge), uma enfermeira chamada Erna Flegel e o sargento Rochus Misch, que era guarda-costas e operador de mesa telefônica. Inicialmente, Hitler continuou a usar a ala não danificada da Chancelaria do Reich, onde realizou conferências militares à tarde em seu grande estúdio. Em seguida, ele iria tomar chá com seus secretários, antes de voltar para o complexo do banker à noite. Após várias semanas dessa rotina, Hitler raramente deixava o bunker, exceto para pequenos passeios no jardim da chancelaria com seu cachorro Blondi. O bunker estava lotado, a atmosfera opressora e ataques aéreos ocorriam diariamente. Hitler permaneceu principalmente no nível inferior, onde era mais silencioso e ele podia dormir. Conferências ocorreram durante grande parte da noite, frequentemente até às 05h00.
Em 16 de abril, o Exército Vermelho iniciou a Batalha de Berlim e começou a cercar a cidade em 19 de abril. Hitler fez sua última viagem à superfície em 20 de abril, seu 56º aniversário, indo ao jardim em ruínas da Chancelaria do Reich, onde entregou a Cruz de Ferro aos meninos soldados da Juventude Hitlerista. Naquela tarde, Berlim foi bombardeada pela artilharia soviética pela primeira vez.
Hitler negou a terrível situação e colocou suas esperanças nas unidades comandadas pelo General da Waffen-SS Felix Steiner, o Armeeabteilung Steiner ("Destacamento do Exército Steiner"). Em 21 de abril, Hitler ordenou que Steiner atacasse o flanco norte do exército soviético que o circundava e ordenou que o Nono Exército alemão, a sudeste de Berlim, atacasse para o norte em um ataque de pinça. Naquela noite, os tanques do Exército Vermelho chegaram aos arredores de Berlim. Hitler foi informado em sua conferência sobre a situação da tarde, em 22 de abril, que as forças de Steiner não haviam se movido, e ele caiu em prantos de raiva quando percebeu que o ataque não seria realizado. Ele declarou abertamente pela primeira vez que a guerra estava perdida — e culpou seus generais. Hitler anunciou que ficaria em Berlim até o fim e depois se mataria.
Em 23 de abril, Hitler nomeou o general da artilharia Helmuth Weidling, comandante do LVI Panzer Corps, como comandante da Área de Defesa de Berlim, substituindo o tenente-coronel (Oberstleutnant) Ernst Kaether. O Exército Vermelho consolidou seu investimento em Berlim em 25 de abril, apesar dos comandos serem emitidos pelo Führerbunker. Não havia perspectiva de que a defesa alemã pudesse fazer algo além de atrasar a captura da cidade. Hitler convocou o marechal de campo Robert Ritter von Greim de Munique a Berlim para assumir o comando da Luftwaffe da Hermann Göring, e ele chegou em 26 de abril junto com sua amante, o piloto de testes Hanna Reitsch.
Em 28 de abril, Hitler soube que o Reichsführer-SS Heinrich Himmler estava tentando discutir os termos de rendição com os Aliados ocidentais por meio do conde Folke Bernadotte, e Hitler considerou essa traição. O representante da SS de Himmler em Berlim, Hermann Fegelein, foi baleado após ser submetido a corte marcial por deserção, e Hitler ordenou a prisão de Himmler. No mesmo dia, o general Hans Krebs fez sua última chamada telefônica do Führerbunker para o marechal de campo Wilhelm Keitel, chefe do alto comando das Forças Armadas alemãs (OKW) em Fürstenberg. Krebs disse a ele que tudo estaria perdido se o socorro não chegasse em 48 horas. Keitel prometeu exercer a maior pressão sobre os generais Walther Wenck, comandante do 12º Exército, e Theodor Busse, comandante do Nono Exército. Enquanto isso, Bormann telegrafou para o almirante alemão Karl Dönitz: "A Chancelaria do Reich um monte de entulho". Ele disse que a imprensa estrangeira estava relatando atos frescos de traição e que "sem exceção Schörner, Wenck e os outros devem dar provas da sua lealdade, o alívio mais rápido do Führer".
Naquela noite, von Greim e Reitsch voaram de Berlim em um Arado Ar 96. O marechal de campo von Greim recebeu ordens de fazer com que a Luftwaffe atacasse as forças soviéticas que haviam acabado de chegar à Potsdamerplatz, a apenas um quarteirão do Führerbunker. Durante a noite de 28 de abril, o general Wenck relatou a Keitel que seu 12º Exército havia sido forçado a recuar em toda a frente e não era mais possível para seu exército socorrer Berlim. Keitel deu permissão a Wenck para interromper a tentativa.
Hitler se casou com Eva Braun após a meia-noite de 28 a 29 de abril em uma pequena cerimônia civil dentro do Führerbunker. Ele então levou a secretária Traudl Junge para outra sala e ditou seu último testamento. Hans Krebs, Wilhelm Burgdorf, Goebbels e Bormann testemunharam e assinaram os documentos aproximadamente às 04h00. Hitler então se retirou para a cama.
No final da noite de 29 de abril, Krebs contatou Jodl por rádio: "Solicite um relatório imediato. Em primeiro lugar, sobre o ataque de Wenck. Em segundo lugar, da hora prevista para o ataque. Em terceiro lugar, da localização do Nono Exército. Em quarto lugar, do lugar preciso em que o Nono Exército irá romper. Quinto informações sobre o ataque do General Rudolf Holste ". No início da manhã de 30 de abril, Jodl respondeu a Krebs: "Em primeiro lugar, a ataque de Wenck atolou ao sul do Lago Schwielow. Em segundo lugar, o 12º Exército, portanto, incapaz de continuar o ataque a Berlim. Em terceiro lugar, grande parte do Nono Exército cercado. Em quarto lugar, O Corpo de Holste está na defensiva".
SS-Brigadeführer Wilhelm Mohnke, comandante do distrito governamental central de Berlim, informou Hitler durante a manhã de 30 de abril que ele poderia segurar por menos de dois dias. Mais tarde naquela manhã, Weidling informou a Hitler que os defensores provavelmente esgotariam sua munição naquela noite e novamente lhe pediu permissão para escapar. Weidling finalmente recebeu permissão por volta das 13h. Hitler atirou em si mesmo no Führerbunker naquela tarde, e Braun tomou cianeto. De acordo com as instruções de Hitler, os corpos foram queimados no jardim atrás da Chancelaria do Reich. Goebbels se tornou o novo Chefe do Governo e Chanceler da Alemanha (Reichskanzler) de acordo com a última vontade e testamento de Hitler. Reichskanzler Goebbels e Bormann enviaram uma mensagem de rádio para Dönitz às 03h15, informando-o da morte de Hitler, e Dönitz foi nomeado o novo presidente da Alemanha (Reichspräsident) de acordo com os últimos desejos de Hitler.
Krebs conversou com o general Vasily Chuikov, comandante do 8º Exército de Guardas soviético, por volta das 04h00 de 1º de maio, e Chuikov exigiu a rendição incondicional das forças alemãs restantes. Krebs não tinha autoridade para se render, então ele voltou para o bunker. No final da tarde, Goebbels envenenou seus filhos e ele e sua esposa deixaram o bunker por volta das 20h30. Existem vários relatos diferentes sobre o que se seguiu. De acordo com um relato, Goebbels atirou na esposa e depois em si mesmo. Outro relato foi que cada um deles mordeu uma ampola de cianeto e receberam um golpe de misericórdia imediatamente depois. O ajudante da SS de Goebbels, Günther Schwägermann, testemunhou em 1948 que o casal subia as escadas na frente dele e saía para o jardim da Chancelaria. Ele esperou na escada e ouviu os tiros, então subiu as escadas restantes e viu os corpos sem vida do casal do lado de fora. Ele então seguiu a ordem de Joseph Goebbels e fez um soldado da SS disparar vários tiros no corpo de Goebbels, que não se mexeu. Os corpos foram então mergulhados em gasolina e incendiados, mas os restos mortais foram apenas parcialmente queimados e não foram enterrados.
Weidling dera a ordem para que os sobreviventes fugissem para o noroeste, e o plano começou por volta das 23h. O primeiro grupo da Chancelaria do Reich foi liderado por Mohnke; eles tentaram sem sucesso romper os anéis soviéticos e foram capturados no dia seguinte. Mohnke foi interrogado pelo SMERSH, como outros que foram capturados do Führerbunker. A terceira tentativa de fuga da Chancelaria do Reich foi feita por volta da 01h00 do dia 2 de maio, e Bormann conseguiu cruzar o Spree. Arthur Axmann seguiu a mesma rota e relatou ter visto o corpo de Bormann a uma curta distância da ponte Weidendammer.
Às 01h00, as forças soviéticas receberam uma mensagem de rádio do LVI Panzer Corps solicitando um cessar-fogo. No Führerbunker, o General Krebs e o General Burgdorf cometeram suicídio com um tiro na cabeça. Os últimos defensores na área do complexo de bunker eram voluntários SS franceses da 33ª Divisão de Granadeiros Waffen do SS Charlemagne (1ª francesa), e permaneceram até o início da manhã. As forças soviéticas então capturaram a Chancelaria do Reich. O general Weidling se rendeu com sua equipe às 6h00, e sua reunião com Chuikov terminou às 8h23. Johannes Hentschel, o mestre eletromecânico do complexo de bunker, ficou depois que todos os outros saíram ou se suicidaram, já que o hospital de campanha na Chancelaria do Reich precisava de energia e água. Ele se rendeu ao Exército Vermelho quando eles entraram no complexo de bunker às 09h00 de 2 de maio. Os corpos dos seis filhos de Goebbels foram descobertos em 3 de maio. Eles foram encontrados em suas camas no Vorbunker com a marca nítida de cianeto mostrada em seus rostos.

## Pós-guerra
As ruínas de ambos os edifícios da chancelaria foram destruídas pelos soviéticos entre 1945 e 1949 como parte de um esforço para destruir os marcos da Alemanha nazista. O bunker sobreviveu em grande parte, embora algumas áreas tenham sido parcialmente inundadas. Em dezembro de 1947, os soviéticos tentaram explodir o bunker, mas apenas as paredes de separação foram danificadas. Em 1959, o governo da Alemanha Oriental iniciou uma série de demolições da Chancelaria, incluindo o bunker. Por estar perto do Muro de Berlim, o local não foi desenvolvido e foi negligenciado até 1988-89. Durante a extensa construção de residências e outros edifícios no local, equipes de trabalho descobriram várias seções subterrâneas do antigo complexo de bunker; na maior parte, eles foram destruídos. Outras partes do complexo subterrâneo da Chancelaria foram descobertas, mas foram ignoradas, preenchidas ou lacradas.
As autoridades governamentais queriam destruir os últimos vestígios desses marcos nazistas. A construção dos edifícios na área ao redor do Führerbunker foi uma estratégia para garantir que o ambiente permanecesse anônimo e normal. O ponto de saída de emergência do Führerbunker (que ficava nos jardins da Chancelaria) foi ocupado por um estacionamento.
Em 8 de junho de 2006, durante os preparativos para a Copa do Mundo FIFA de 2006, um painel de informações foi instalado para marcar a localização do Führerbunker. O tabuleiro, incluindo um diagrama esquemático do bunker, pode ser encontrado na esquina da In den Ministergärten e Gertrud-Kolmar-Straße, duas pequenas ruas a cerca de três minutos a pé da Potsdamer Platz.
Rochus Misch, é uma das últimas pessoas que ainda vivia no bunker no momento do suicídio de Hitler, estava presente para a cerimônia.

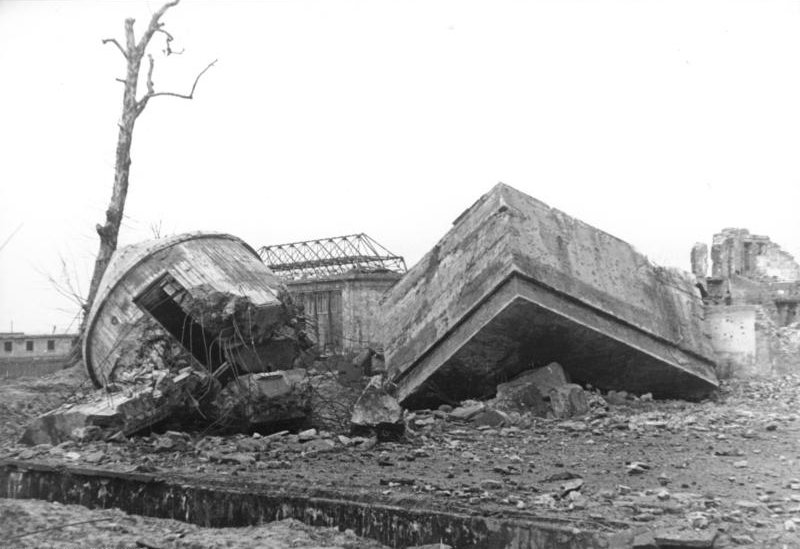
Ruínas do bunker após demolição em 1947
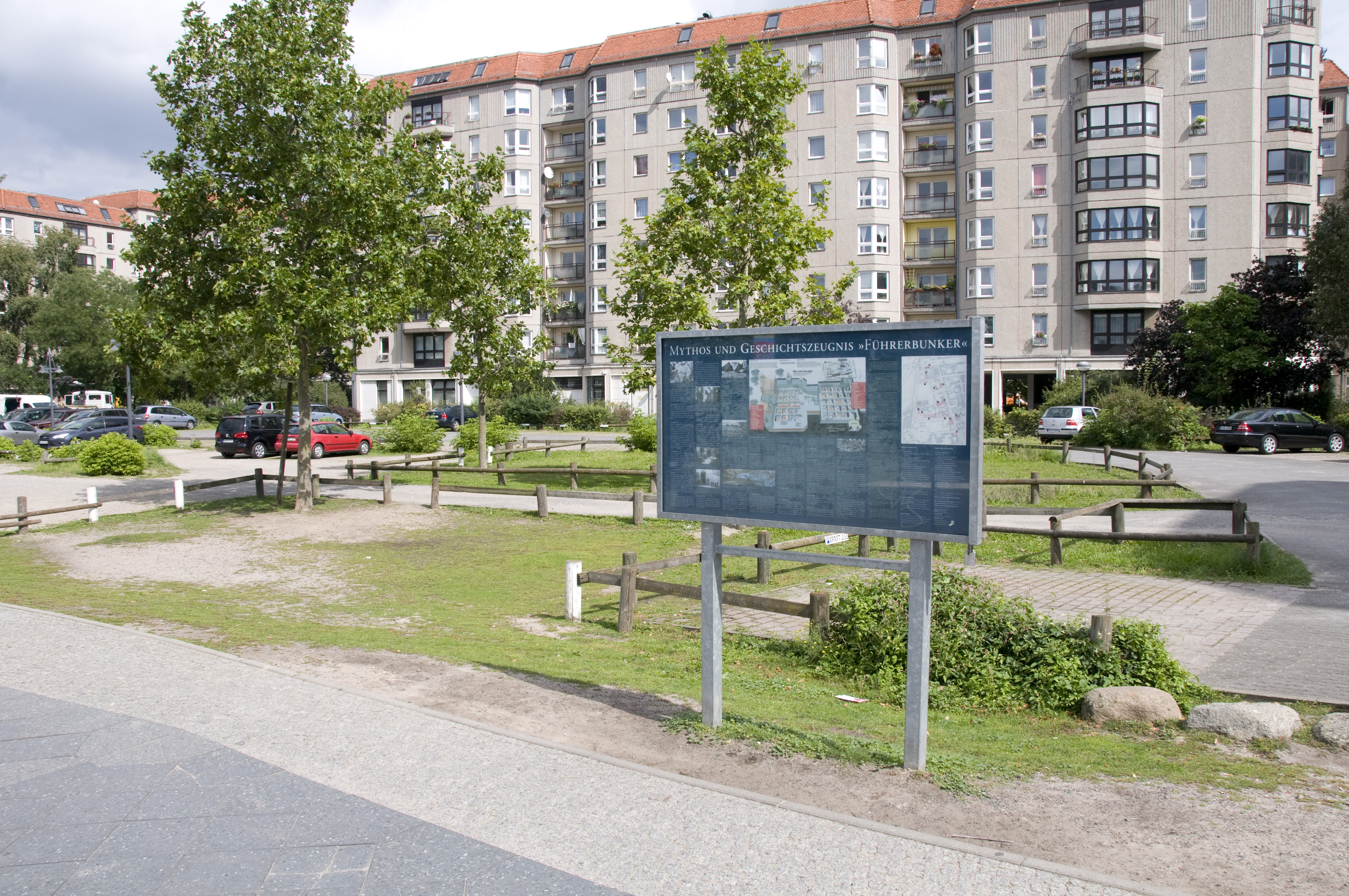
Site do Führerbunker e quadro de informações sobre Gertrud-Kolmar-Straße em abril de 2007
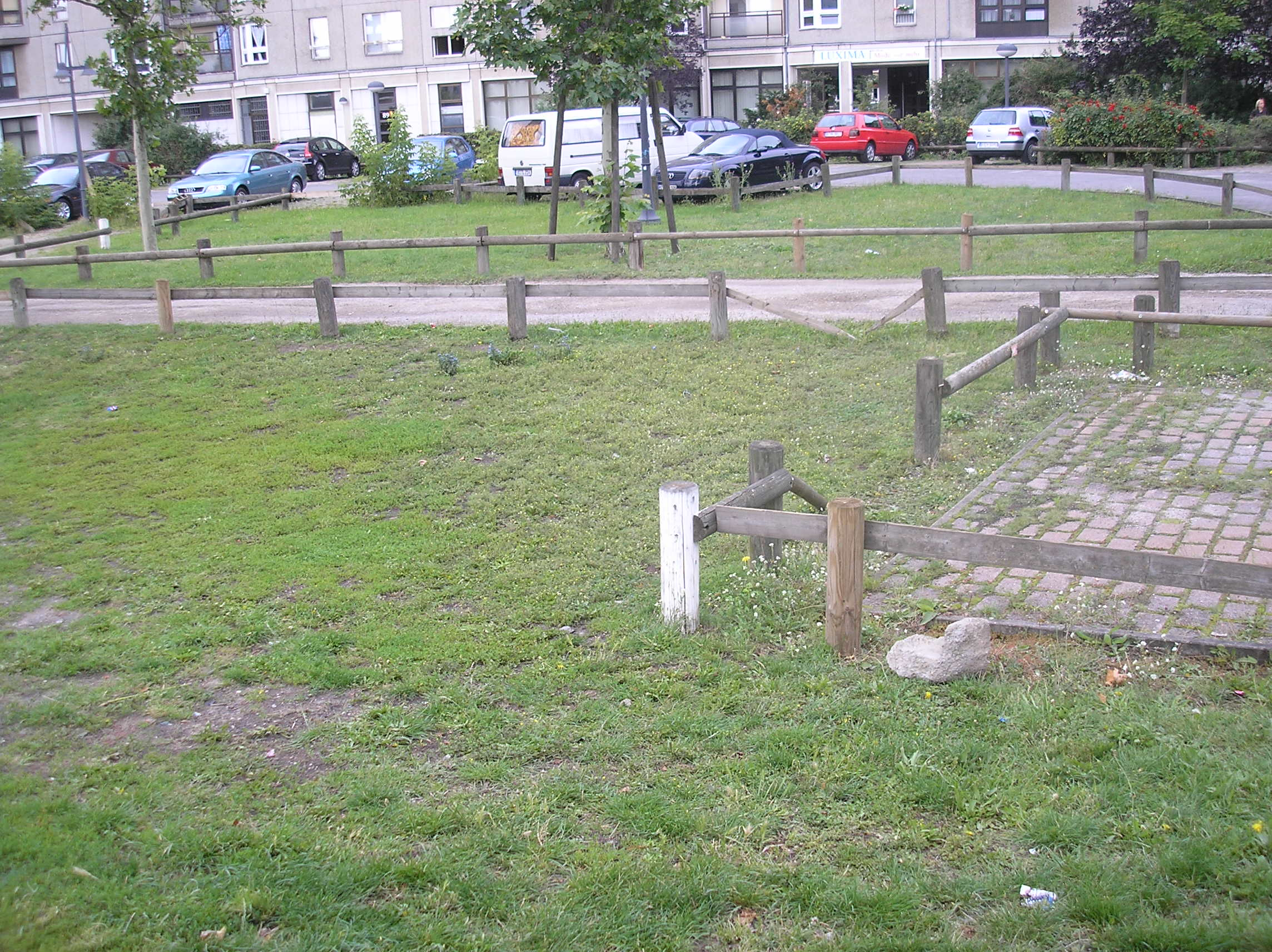
Uma visão lateral do local em julho de 2007